# Missouri Valley Conference (pallavolo)
La Missouri Valley Conference è una delle 32 conference di pallavolo femminile affiliate alla NCAA Division I, la squadra vincitrice accede di diritto al torneo NCAA.

## Membri

| Squadra           | Sede        | Stato     | Fondazione | Soprannome  | Affiliazione |
| ----------------- | ----------- | --------- | ---------- | ----------- | ------------ |
| Belmont           | Nashville   | Tennessee | 1993       | Bruins      | 2022         |
| Bradley           | Peoria      | Illinois  | 1974       | Braves      | 1982         |
| Drake             | Des Moines  | Iowa      | ?          | Bulldogs    | 1982         |
| Evansville        | Evansville  | Indiana   | 1976       | Purple Aces | 1994         |
| Illinois Chicago  | Chicago     | Illinois  | 1971       | Flames      | 2022         |
| Illinois State    | Normal      | Illinois  | 1973       | Redbirds    | 1982         |
| Indiana State     | Terre Haute | Indiana   | 1970       | Sycamores   | 1982         |
| Murray State      | Murray      | Kentucky  | 1983       | Racers      | 2022         |
| Northern Iowa     | Cedar Falls | Iowa      | 1975       | Panthers    | 1982         |
| Southern Illinois | Carbondale  | Illinois  | 1975       | Salukis     | 1982         |
| Valparaiso        | Valparaiso  | Indiana   | 1979       | Beacons     | 2017         |

### Ex membri
| College          | Ingresso | Uscita |
| ---------------- | -------- | ------ |
| Eastern Illinois | 1982     | 1991   |
| Western Illinois | 1982     | 1991   |
| Missouri State   | 1982     | 2024   |
| Wichita State    | 1983     | 2016   |
| Tulsa            | 1992     | 1995   |
| Creighton        | 1994     | 2012   |
| Loyola Chicago   | 2013     | 2021   |

## Arene
| Squadre           | Arene                       | Capacità |
| ----------------- | --------------------------- | -------- |
| Belmont           | Curb Event Center           | 5 000    |
| Bradley           | Renaissance Coliseum        | 4 200    |
| Drake             | Knapp Center                | 7 152    |
| Evansville        | Meeks Family Fieldhouse     | ?        |
| Illinois Chicago  | Flames Athletic Center      | ?        |
| Illinois State    | Redbird Arena               | 10 200   |
| Indiana State     | Indiana State College Arena | 5 500    |
| Murray State      | Racer Arena                 | 5 500    |
| Northern Iowa     | McLeod Center               | 6 500    |
| Southern Illinois | Davies Gym                  | 1 250    |
| Valparaiso        | Athletics-Recreation Center | 5 000    |

## Albo d'oro
| Dal 1982 al 1991 la competizione è denominata Gateway Collegiate Athletic Conference |                          |                          |   |
| 1982 Dettagli                                                                        | Illinois State           | Southwest Missouri State | - |
| 1983 Dettagli                                                                        | Illinois State           | Southwest Missouri State | - |
| 1984 Dettagli                                                                        | Illinois State           | Southwest Missouri State | - |
| 1985 Dettagli                                                                        | Illinois State           | Southern Illinois        | - |
| 1986 Dettagli                                                                        | Northern Iowa            | Southwest Missouri State | - |
| 1987 Dettagli                                                                        | Northern Iowa            | Southwest Missouri State | - |
| 1988 Dettagli                                                                        | Illinois State           | Southwest Missouri State | - |
| 1989 Dettagli                                                                        | Illinois State           | Northern Iowa            | - |
| 1990 Dettagli                                                                        | Southwest Missouri State | Northern Iowa            | - |
| 1991 Dettagli                                                                        | Northern Iowa            | Wichita State            | - |
| Dal 1992 la competizione è denominata Missouri Valley Conference                     |                          |                          |   |
| 1992 Dettagli                                                                        | Illinois State           | Southwest Missouri State | - |
| 1993 Dettagli                                                                        | Southwest Missouri State | Northern Iowa            | - |
| 1994 Dettagli                                                                        | Northern Iowa            | Drake                    | - |
| 1995 Dettagli                                                                        | Northern Iowa            | Drake                    | - |
| 1996 Dettagli                                                                        | Illinois State           | Drake                    | - |
| 1997 Dettagli                                                                        | Illinois State           | Northern Iowa            | - |
| 1998 Dettagli                                                                        | Northern Iowa            | Illinois State           | - |
| 1999 Dettagli                                                                        | Northern Iowa            | Illinois State           | - |
| 2000 Dettagli                                                                        | Northern Iowa            | Illinois State           | - |
| 2001 Dettagli                                                                        | Northern Iowa            | Southwest Missouri State | - |
| 2002 Dettagli                                                                        | Northern Iowa            | Southern Illinois        | - |
| 2003 Dettagli                                                                        | Northern Iowa            | Southwest Missouri State | - |
| 2004 Dettagli                                                                        | Wichita State            | Southwest Missouri State | - |
| 2005 Dettagli                                                                        | Missouri State           | Wichita State            | - |
| 2006 Dettagli                                                                        | Northern Iowa            | Missouri State           | - |
| 2007 Dettagli                                                                        | Northern Iowa            | Illinois State           | - |
| 2008 Dettagli                                                                        | Missouri State           | Northern Iowa            | - |
| 2009 Dettagli                                                                        | Northern Iowa            | Wichita State            | - |
| 2010 Dettagli                                                                        | Northern Iowa            | Creighton                | - |
| 2011 Dettagli                                                                        | Northern Iowa            | Wichita State            | - |
| 2012 Dettagli                                                                        | Creighton                | Wichita State            | - |
| 2013 Dettagli                                                                        | Wichita State            | Southern Illinois        | - |
| 2014 Dettagli                                                                        | Illinois State           | Northern Iowa            | - |
| 2015 Dettagli                                                                        | Wichita State            | Missouri State           | - |
| 2016 Dettagli                                                                        | Wichita State            | Missouri State           | - |
| 2017 Dettagli                                                                        | Missouri State           | Northern Iowa            | - |
| 2018 Dettagli                                                                        | Northern Iowa            | Illinois State           | - |
| 2019 Dettagli                                                                        | Illinois State           | Northern Iowa            | - |
| 2020 Dettagli                                                                        | Illinois State           | Loyola Chicago           | - |
| 2021 Dettagli                                                                        | Illinois State           | Loyola Chicago           | - |
| 2022 Dettagli                                                                        | Northern Iowa            | Drake                    | - |
| 2023 Dettagli                                                                        | Northern Iowa            | Drake                    | - |
| 2024 Dettagli                                                                        | Northern Iowa            | Illinois Chicago         | - |

## Palmarès
| Squadre        | Titoli | Stagioni |
| -------------- | ------ | --- |
| Northern Iowa  | 19     | 1986, 1987, 1991, 1994, 1995, 1998, 1999, 2000, 2001, 2002, 2003, 2006, 2007, 2009, 2010, 2011, 2018, 2022, 2023, 2024 |
| Illinois State | 13     | 1982, 1983, 1984, 1985, 1988, 1989, 1992, 1996, 1997, 2014, 2019, 2020, 2021                                           |
| Missouri State | 5      | 1990, 1993, 2005, 2008, 2017                                                                                           |
| Wichita State  | 4      | 2004, 2013, 2015, 2016                                                                                                 |
| Creighton      | 1      | 2012 |